# VI Congresso nazionale del Partito Comunista Cinese
Il VI Congresso del Partito Comunista Cinese si svolse fra il 18 giugno e l'11 luglio 1928 a Mosca, in concomitanza al VI Congresso del Comintern. Fra le misure più importanti vi fu la ripresa della lotta armata secondo le tattiche di Mao.

## Svolgimento del Congresso
- Delegati: 84 (più altri 34 invitati)
- Membri del Partito: più di 40.000

Nella risoluzione finale del Congresso, furono adottate le pratiche della guerra partigiana delineate da Mao Zedong e si tenne una grande critica di Chen Duxiu, che venne deposto dall'incarico di Segretario generale, ritenuto ormai inadatto per via del fallimento della prima ondata rivoluzionaria. Venne inoltre criticato il deviazionismo di sinistra, ritenuto troppo estremista e di natura trotzkista.
Li Lisan assunse de facto la direzione del Partito, anche se divenne Segretario generale Xiang Zhongfa, membro della sua fazione. Mao Zedong, seppur assente, venne reintrodotto nel Comitato Centrale e rieletto segretario del Comitato per il Fronte. Per la prima volta, anche Zhou Enlai venne eletto nel CC.

## Giudizio ufficiale cinese
Il principale obiettivo del Congresso era fare un bilancio delle esperienze acquiste a seguito del fallimento della Prima Grande Rivoluzione (giugno 1923-luglio 1927), analizzare la natura della rivoluzione e della situazione politica, il lavoro nelle linee, i principi e le politiche guida del nuovo periodo del Partito, per unire l'intero Partito nel pensiero e nello sviluppo delle forze rivoluzionarie. Il Congresso affermò che la società cinese permaneva in uno stato semi-coloniale e semi-feudale, e che la "rivoluzione cinese a questo stato è una rivoluzione democratico borghese". Formulò 10 programmi della rivoluzione democratica. Chiarì che la situazione politica in Cina al momento si trovava fra due grandi maree rivoluzionarie, e che il compito generale del Partito era non attaccare e organizzare insurrezioni ma vincere sulle masse e prepararle per l'insurrezione. Il Congresso criticò sia l'opportunismo di destra che di "sinistra", specialmente gli errori da questi derivati."